# Estreito de Shelikhov

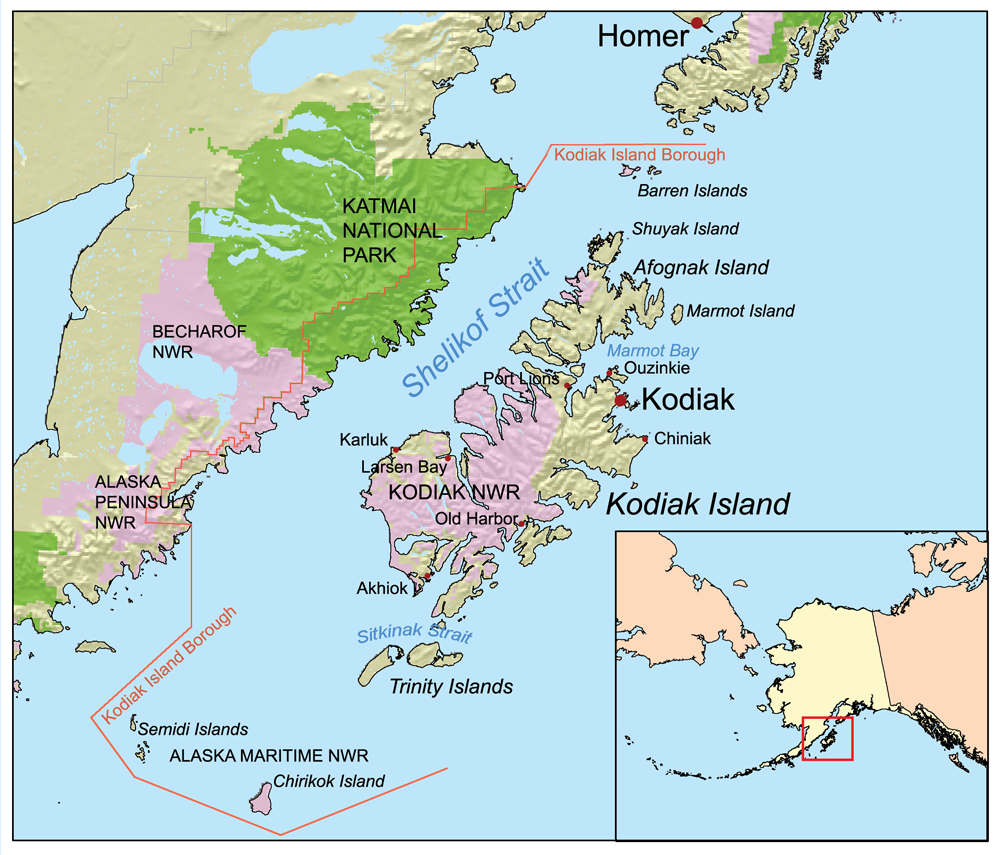
Localização do estreito de Shelikhov.

O estreito de Shelikhov ou estreito de Chelikhov é um estreito situado entre a costa sudoeste do Alasca e as ilhas Kodiak e Afognak. A enseada de Cook (Cook Inlet) está no seu extremo norte.
O estreito recebeu o seu nome em homenagem a Grigory Shelikhov (1747-1795), comerciante russo que fundou a primeira povoação na Ilha Kodiak.
O estreito é bem conhecido pelas suas marés extremas, que devido à sua proximidade à enseada de Cook podem ter diferenças máximas de até 12,20 m.